# Juan Ángelo
Juan Ángelo (en griego: Ἰωάννης Ἄγγελος, fl. 1328-1348) fue un aristócrata, general y gobernador bizantino. Se distinguió primero en la represión de una revuelta en Epiro entre 1339 y 1340, donde fue nombrado posteriormente como gobernador. Un pariente del hombre de Estado y emperador Juan VI Cantacuceno, se puso de su parte en la guerra civil bizantina de 1341-1347 y a finales de 1342 recibió el cargo de gobernador de Tesalia (y posiblemente de Epiro), que ocupó hasta su muerte en 1348.

## Biografía
Juan Ángelo era un pariente –se le califica de diversas formas como sobrino o primo, siendo este último más probable– de Juan Cantacuceno, el amigo más cercano y asociado del emperador Andrónico III Paleólogo y más tarde emperador como Juan VI. Se desconocen los nombres e identidades de los padres de Juan. La única información precisa disponible es que era yerno del protovestiario Andrónico Paleólogo. En sus memorias, Juan Cantacuceno afirma que educó a Juan Ángelo y le enseñó sobre la guerra.
Juan aparece por primera vez en 1328, cuando era gobernador de la ciudad de Kastoriá, y luego hacia 1336/1337, cuando ocupó el cargo de gobernador (céfalo) de Ioánina con el título de pincerna. Ioánina, como la mayoría de las tierras del Despotado de Epiro, había sido recientemente anexado por Andrónico III, tras la repentina muerte del gobernante epirota Juan II Orsini en 1335, que dejó Epiro en las débiles manos del joven Nicéforo II Orsini y de su madre Ana Paleóloga. El gobierno bizantino fue generalmente resentido por la población local, y en 1339 estalló una revuelta en Epiro, que rápidamente ganó terreno y logró tomar algunas fortalezas clave, incluida la capital, Arta. Más tarde, ese mismo año, Andrónico III envió a Juan Ángelo junto con el gobernador de Tesalia, Miguel Monómaco, como vanguardia del ejército bizantino a Epiro. El emperador mismo y Cantacuceno lo siguieron en la primavera de 1340. Los rebeldes evitaron una batalla campal y se retiraron a las fortalezas, que cayeron una a una después de asedios o negociaciones, de modo que la región fue sometida a finales de año. Juan Ángelo fue nombrado gobernador imperial de Epiro con su sede en Arta.
Juan permaneció en Epiro como gobernador hasta la muerte de Andrónico III en junio de 1341. Luego dejó su puesto y viajó con una delegación de altos funcionarios para reunirse con Cantacuceno en Demótica. Con el estallido de la guerra civil a principios de otoño, se puso del lado de Cantacuceno y estuvo presente en la aclamación de este último como emperador en Demótica el 26 de octubre de 1341. En la primavera de 1342, Ángelo siguió a Cantacuceno en su fallida campaña a Tesalónica y su posterior huida a Serbia y la corte de su gobernante Esteban Dušan.
Más adelante en ese año, sin embargo, los magnates de Tesalia se acercaron a Cantacuceno y ofrecieron su apoyo en la guerra. Después de que las negociaciones concluyeron con éxito, Cantacuceno emitió una crisóbula nombrando a Juan Ángelo como gobernador de Tesalia de por vida. Aunque Ángelo fue elevado más tarde al alto rango de sebastocrátor y gozó de cierta autonomía, su autoridad estaba circunscrita: el cargo no era hereditario y funcionó estrictamente como diputado del emperador. Ángelo gobernó Tesalia con éxito. Aprovechando el declive de los catalanes del Ducado de Atenas, logró avances en el sur, e incluso logró extender su autoridad sobre Epiro y Acarnania también, donde apresó y puso bajo arresto domiciliario a Ana Paleóloga, la intrigante viuda de Juan II Orsini y hermana de la propia esposa de Ángelo. Sus acciones, en medio de la guerra civil en curso, dieron a la causa de Cantacuceno un impulso muy necesario. A principios de 1343, también participó, al frente de un contingente de caballería de Tesalia, en el fallido intento de Cantacuceno de tomar Tesalónica.
Juan Ángelo continuó gobernando Tesalia (y posiblemente también Epiro y Etolia-Acarnania) hasta principios de 1348, cuando murió de la peste negra, que devastó Tesalia y Epiro y provocó una despoblación grave en 1347-1348. Los serbios se aprovecharon rápidamente de esto: Epiro cayó ante los serbios bajo el mismo Dušan en otoño de 1347, mientras que Tesalia fue tomada pocos meses después de la muerte de Juan por el general serbio Gregorio Preljub, quien se convirtió en su nuevo gobernador en nombre de Dušan.

## Familia
Poco se sabe de la familia de Juan Ángelo. Se casó con una de las hijas del protovestiarios Andrónico Paleólogo, hermana de la reina de Epiro Anna Palaiologina. Se desconoce si tuvo hijos, aunque algunos escritores han postulado que los hermanos conocidos como "pincernas", activos en Epiro a principios del siglo XV, eran sus descendientes.